# Мікрохірургія
Мікрохірургі́я — (грец. mikros-малий + грец. χειρουργική) — метод виконання оперативних втручань з використанням оптичних приладів, спеціальних інструментів і шо́вного матеріалу. Широко застосовується при оперативних втручаннях з приводу оклюзійних уражень судин гомілок, лімфоста́зу, при ураженнях периферичних нервів(наприклад, епіневральний шов), репланта́ції сегментів кінцівок, аутотранспланта́ції тканин, в офтальмології, оториноларингології, гінекології, нейрохірургії та ін.
Сучасні операційні мікроскопи забезпечують прекрасне освітлення операційного поля завдяки галоге́новим лампам. Ступінь оптичного збільшення може змінюватися автоматично. Безліч насадок і змінних вузлів роблять мікроскоп застосовним у будь-якій сфері хірургії, а кіно-, теле — і фотоприставки дають можливість документувати хід операції. Мікрохірургічні інструменти різноманітні і спеціально призначені для різних маніпуляцій. До них належать мікроскальпели, алмазні скальпелі, мікрохірургічні ножиці, пінцети для утримання тканин, зав'язування ниток, різні види крючків.